# HD105583
HD105583 — хімічно пекулярна зоря спектрального класу F8, що має видиму зоряну величину в смузі V приблизно  8,8.
Вона  розташована на відстані близько 671,1 світлових років від Сонця.